# Punishment in Capitals
Punishment in Capitals è un album dal vivo del gruppo extreme metal inglese Napalm Death, pubblicato nel 2002.

## Tracce
1. Lucid Fairytale – 1:02
2. Take the Poison – 1:44
3. Next on the List – 3:27
4. Constitutional Hell – 2:33
5. Suffer the Children – 3:52
6. Cleanse Impure – 2:56
7. Politicians (Raw Power Cover) – 1:35
8. Breed to Breathe – 2:59
9. Vermin – 2:18
10. The World Keeps Turning – 2:40
11. Can't Play, Won't Pay – 3:20
12. Unchallenged Hate – 2:00
13. Volume of Neglect – 3:18
14. Narcoleptic – 2:30
15. Hung – 3:30
16. From Enslavement to Obliteration – 1:34
17. Scum – 2:41
18. Life – 0:42
19. The Kill – 0:28
20. Deceiver – 0:41
21. You Suffer – 0:01
22. Cure for a Common Complaint – 2:39
23. Mass Appeal Madness – 3:14
24. Greed Killing – 2:37
25. Instinct of Survival – 1:52
26. Nazi Punks Fuck Off (Dead Kennedys cover) – 1:19
27. Back from the Dead (Death cover) – 2:29
28. Siege of Power – 3:31

## Formazione
- Mark "Barney" Greenway – voce
- Mitch Harris – chitarra, cori
- Jesse Pintado – chitarra
- Shane Embury – basso
- Danny Herrera – batteria